# Middelwetering (Vleuterweide)
De Middelwetering in de voormalige polder Vleuterweide is een gegraven watergang in de provincie Utrecht. Deze vroegere polder ligt in het westen van de gemeente Utrecht, is nagenoeg volgebouwd en telt meer dan 18.000 inwoners. De betreffende woonwijk heet Vleuterweide en maakt deel uit van de woonplaats Vleuten.
De Middelwetering liep door het midden van de polder en diende om de afvoer van het overtollige polderwater efficiënt te doen verlopen. De polder bestaat niet meer, maar een deel van de Middelwetering is geïntegreerd in de woonwijk Vleuterweide. De straten Boterbloemsingel en IJzervarensingel liggen aan deze uit de middeleeuwen daterende wetering.
Centrum: Drift · Kromme Nieuwegracht · Nieuwegracht · Oudegracht · Plompetorengracht · Stadsbuitengracht

Overig: Achtkantemolenvliet · Alendorperwetering · Amsterdam-Rijnkanaal · Biltsche Grift · Blekersgracht · Bijleveld · Haarrijn · Heicop · Heren- of Moesgracht · Jutfase Wetering . Keulse Vaart · Koekoeksvaart · Kromme Rijn · Kruisvaart/Bloemgracht · Lange Vliet · Leidse Rijn · Liesveldse Wetering · Maria- of Kruisvaartdwarsgracht · Merwedekanaal · Middelwetering (Heicop) · Middelwetering (Vleuterweide) . Minstroom · Noorderstroom · Oosterstroom · Otterstroom · Oude Rijn · Oude Wetering . Reijerscopse Wetering . Rijn . Uraniumkanaal · Vaartsche Rijn · Vecht · Vikingrijn · Vleutense Wetering · Westerstroom · IJlandsche Wetering · IJsselwetering . Zwarte Water